# Памятники Сталинградской битвы
Сталинградская битва уничтожила большую часть архитектурных и исторических памятников Сталинграда и прилегающих населенных пунктов и во время городских боев, и позже, когда восстанавливали Сталинград по новому генеральному плану, часто не обращая внимания, что навсегда теряются исторические реликвии. Но вместе с тем, памятники Сталинградской битвы, созданные после войны, отразили в себе величие страны, победившей в мировой войне, и горечь по миллионам погибших и искалеченных советских граждан.

## Памятники в Волгограде
Самые известные из них:
- Монумент Родина-мать и другие памятники на Мамаевом кургане.
- Музей-Панорама «Сталинградская битва».
- Мельница Гергардта

Мамаев курган.
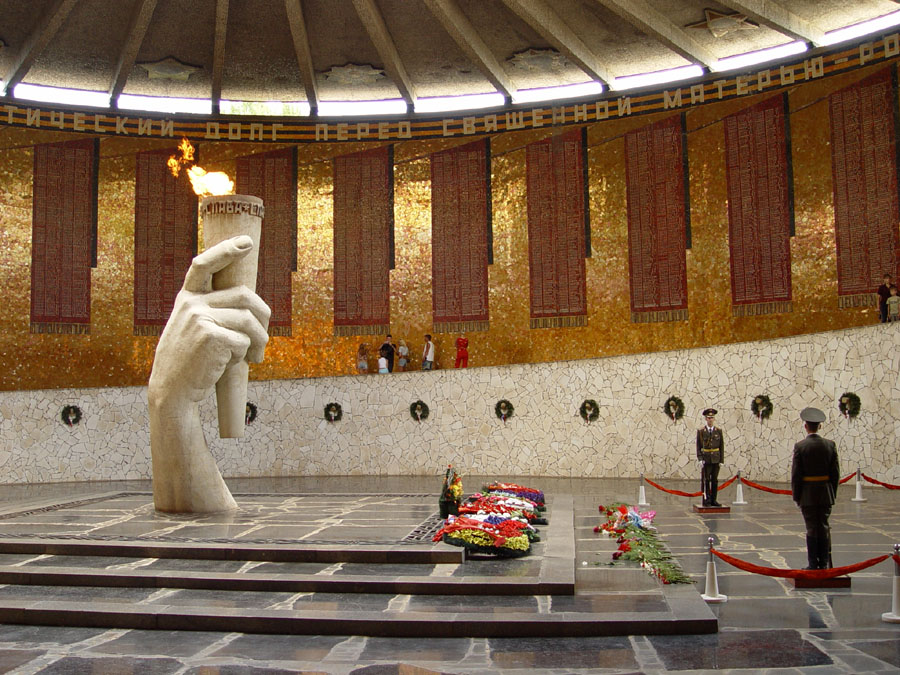
Вечный огонь на Мамаевом Кургане.
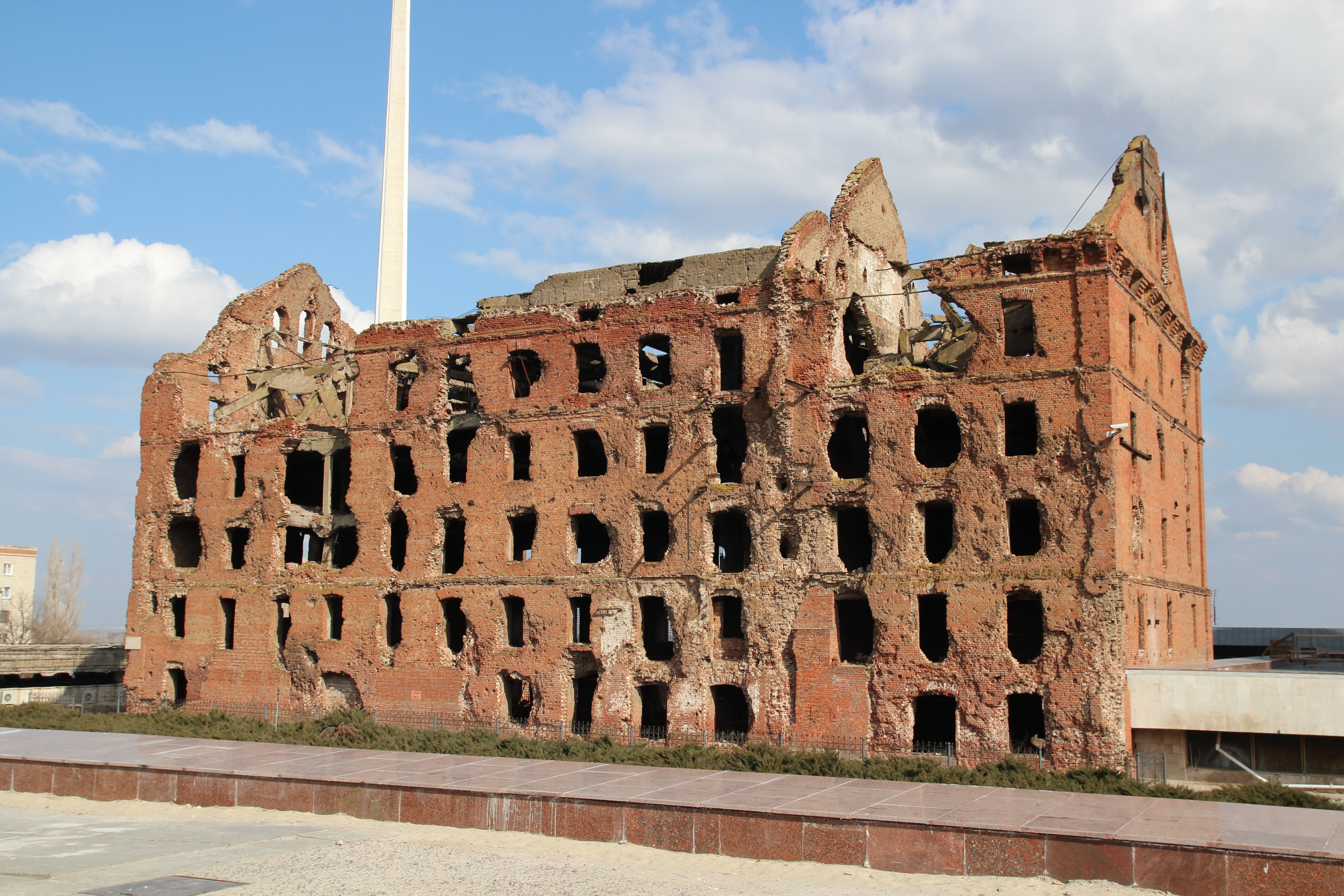
Мельница Гергардта.

Помимо общеизвестных в России и мире памятников, в Волгограде памяти Сталинградской битвы посвящены:
- Дом Павлова (Дом солдатской славы)
- не восстановленное здание директора завода у берега Волги, свидетель обороны плацдарма 138 гвардейской дивизии (Остров Людникова).
- «Гаситель» — пожарный катер Волжской военной флотилии.
- «Линия обороны» — линия из 17 башен танков Т-34-76, символизирующих линию обороны Сталинграда (Волгограда), протяжённостью около 30 километров. Идея создания памятника появилась сразу после окончания войны. Решение о строительстве комплекса было принято в феврале 1948 года, автором проекта стал московский архитектор Ф. М. Лысов. Первый постамент был установлен 3 сентября 1951 года, последний — через три года, 17 октября 1954. Танковые башни собирались здесь же, из погибшей в Сталинградской битве техники. Выбирались башни танков Т-34 разных модификаций со следами боёв, пробоинами. Расстояние между башнями — несколько километров.
- Аллея Героев — широкая улица, соединяющая набережную им. 62-й Армии у реки Волги и площадь Павших Борцов. 8 сентября 1985 года здесь был открыт памятник, посвящённый Героям Советского Союза и полным кавалерам ордена Славы, уроженцам Волгоградской области и героям Сталинградской битвы. Художественные работы выполнены Волгоградским отделением художественного фонда РСФСР под руководством главного художника города М. Я. Пышты. В авторский коллектив вошли главный архитектор проекта А. Н. Ключищев, архитектор А. С. Белоусов, конструктор Л. Подопригора, художник Е. В. Герасимов. На памятнике имена (фамилии и инициалы) 127 Героев Советского Союза, получивших это звание за героизм в Сталинградской битве в 1942—1943 годах, 192 Героев Советского Союза — уроженцев Волгоградской области, из которых трое дважды Герои Советского Союза, и 28 кавалеров ордена Славы трёх степеней.
- Здание Центрального универмага (вид на довоенный фасад здания на ул. Островского) — в его подвале произошло пленение штаба 6-й немецкой армии и Ф. Паулюса. В подвале открыт музей «Память».
- Тополь на площади Павших Борцов — исторический и природный памятник Волгограда, расположенный на Аллее Героев. Тополь пережил Сталинградскую битву и имеет на своём стволе многочисленные свидетельства военных действий.
- Мемориальный комплекс «Лысая гора» — место боёв 64-й армии.
- Памятник Паникахе.
- Элеватор и памятник североморцам.
- Часовня памяти.

## Памятники в Волгоградской области
На территории Волгоградской области  есть ряд памятных мест, посвященных Сталинградской битве:
- Монумент «Соединение фронтов» — памятник на месте соединения войск Юго-Западного и Сталинградского фронтов в ходе операции «Уран»
- Стела «Город воинской славы» в городе Калач-на-Дону.
- Солдатское кладбище в селе Россошки, место захоронения советских, немецких, румынских солдат.
- Памятник бою у села Новая Надежда.
- Воинское захоронение-мемориал «Стальное пламя» в хуторе Верхнекумский Октябрьского района - памятник на месте упорных боев происходивших в декабре 1942 года в ходе Операции «Винтергевиттер».

Памятник бою у села Новая Надежда
Кладбище советских солдат в селе Россошки
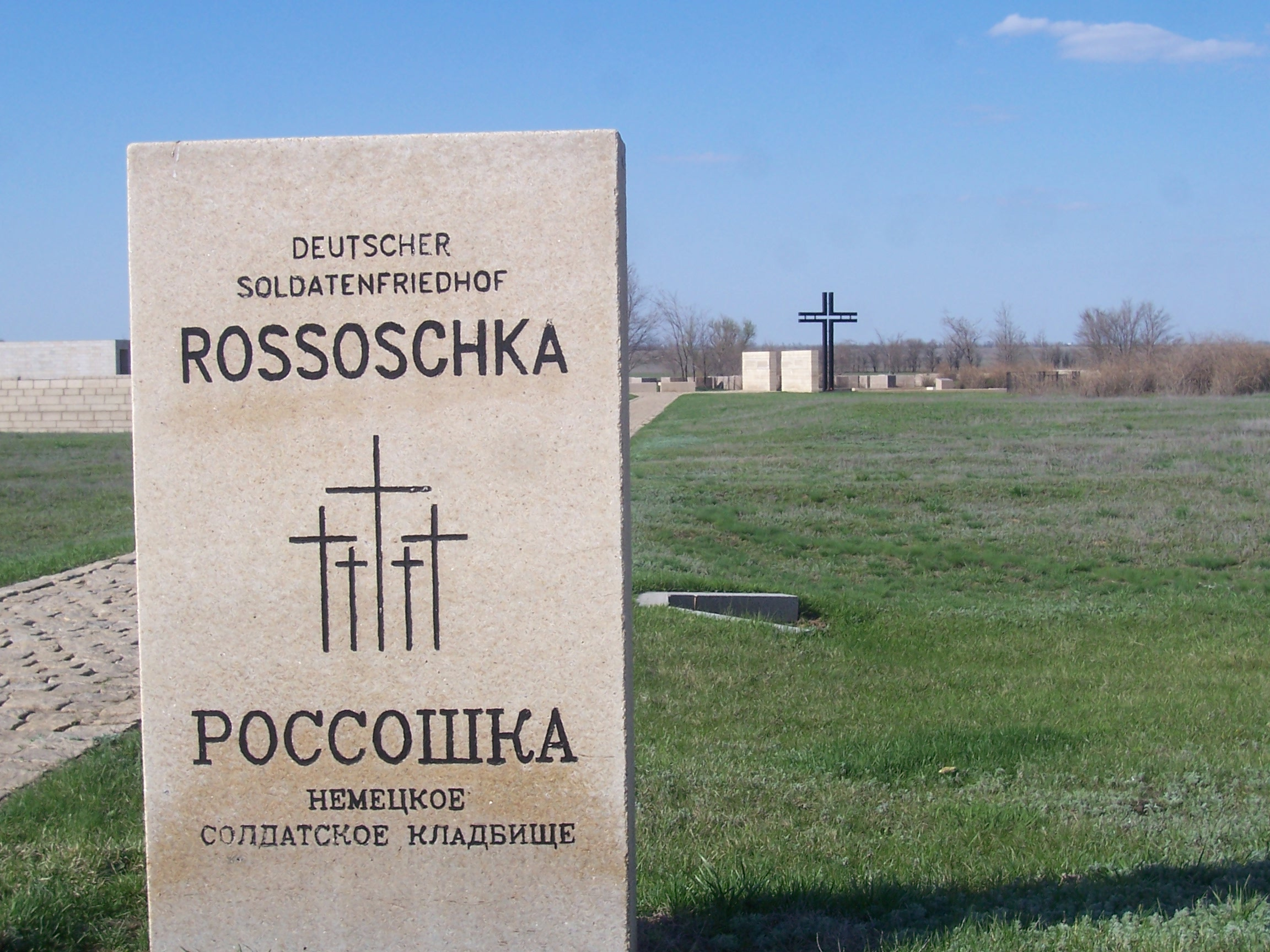
Немецкое кладбище